# Assedio di Takamatsu
L'assedio di Takamatsu (備中高松城の戦い?, Bitchū-takamatsu-jō-no-tatakai) avvenne nel 1582 durante la conquista della provincia di Bitchū da parte di Oda Nobunaga.
Fu Hashiba Hideyoshi a guidare le armate del clan Oda che mise sotto assedio il castello di Takamatsu che era controllato dal clan Mōri. Fu uno degli assedi più famosi del periodo Sengoku poiché Hideyoshi, dopo aver costruito argini e dighe attorno alla fortezza, deviò un vicino fiume che inondò il castello. Inoltre costruì anche delle chiatte con torri dalle quali i suoi archibugieri potevano tenere continuamente sotto tiro la guarnigione del castello.
Il castello di Takamatsu era l'ultima linea di difesa del clan Mōri contro l'invasione dell'esercito Oda della regione di Chūgoku: se questa provincia fosse caduta, gli Oda avrebbero potuto attaccare direttamente il centro del dominio dei Mōri. Il castello fu difeso dal servitore Mōri Shimizu Muneharu che promise di tenere il castello ad ogni costo contro le truppe di Hideyoshi che ormai continuavano questa offensiva a ovest di Kyoto da ormai cinque anni. Gli attacchi iniziali delle truppe di Oda e Ukita furono respinti, e così Hideyoshi ideò l'allagamento del castello.
All'apice dell'assedio la guarnigione ricevette i rinforzi di Mōri Terumoto, che arrivò con un'armata grande sei volte quella di Hideyoshi che comunque rimase inattiva. Hideyoshi quindi fece richiesta di aiuto a Oda Nobunaga. Come risposta Nobunaga inviò sei dei suoi generali, dei quali avrebbe preso il comando.
Tuttavia Hideyoshi presto venne a conoscenza dell'incidente di Honnō-ji e della morte di Nobunaga, che lo portò a sospendere l'assedio. Mitsuhide tentò di inviare un messaggio ai Mōri informandoli di questi eventi, ma la lettera fu intercettata dagli scout di Hideyoshi. Hideyoshi, deciso a marciare contro Akechi Mitsuhide il prima possibile, negoziò una pace con i Mōri che non erano a conoscenza della sorte di Nobunaga. Ankokuji Ekei mediò con Hideyoshi che avrebbe permesso ai Mōri di tenere la provincia ma chiese in cambio la testa di Muneharu il quale fu costretto a commettere seppuku su una barca del lago artificiale sotto gli occhi di entrambi gli schieramenti.

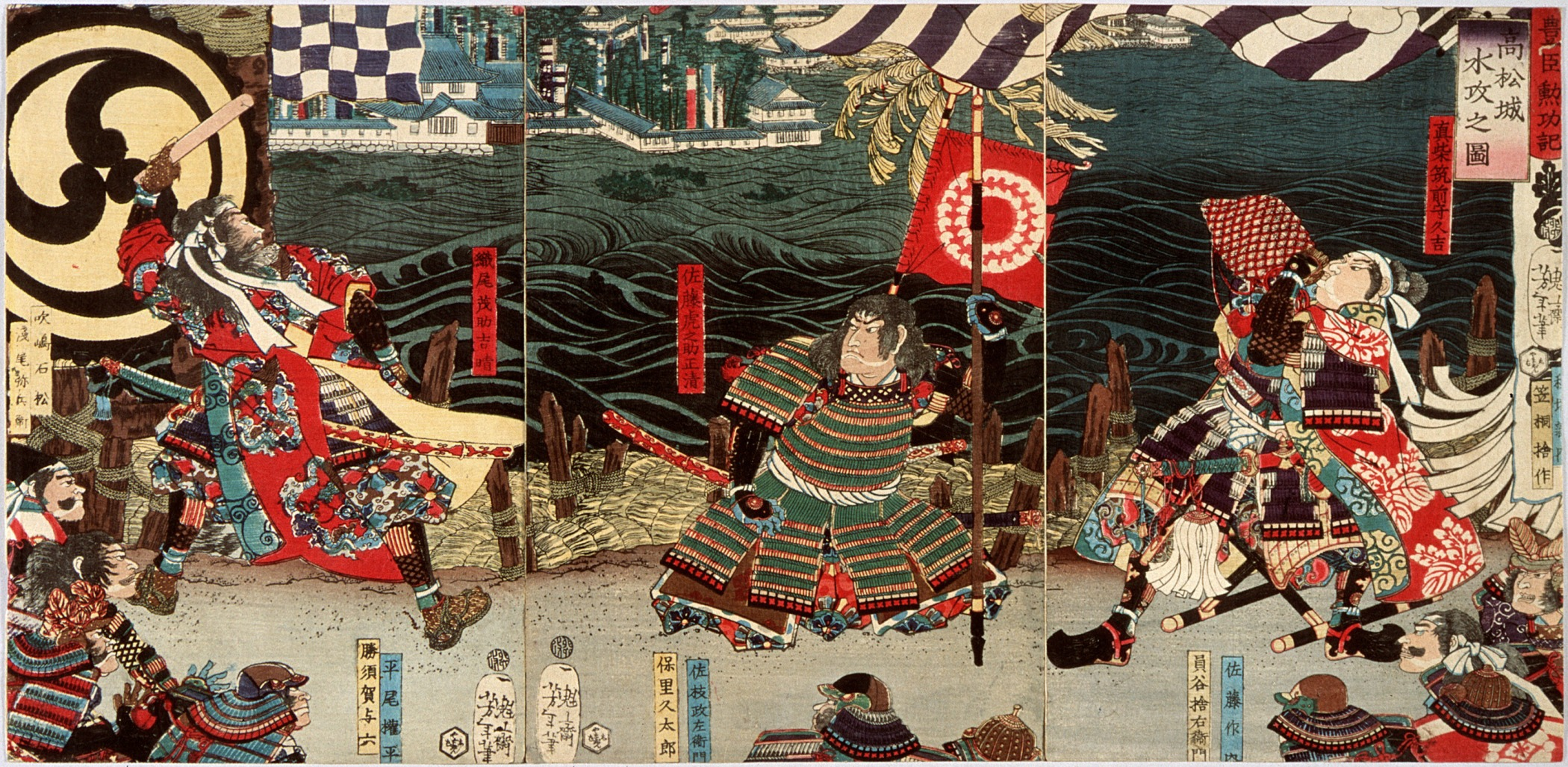
Assedio e allagamento del castello di Takamatsu

Otto anni dopo, nel 1590, Ishida Mitsunari durante l'assedio di Oshi contro il clan Hōjō utilizzò la stessa tecnica d'assedio.